# Moreirense FC
Moreirense Futebol Clube je portugalský fotbalový klub z města Moreira de Cónegos v regionu Braga. Byl založen v roce 1938 a své domácí zápasy hraje na Estádio Comendador Joaquim de Almeida Freitas s kapacitou 8 000 míst.
Klubové barvy jsou bílá a zelená.
V sezóně 2013/14 klub obsadil 1. místo v portugalské druhé lize a postoupil do první ligy.

## Úspěchy
- 2× vítěz Segunda Ligy (2001/02, 2013/14)[2]